# Балиан Ибелин (князь Галилеи)
Балиан Ибелин (ок. 1270 — 7 июня 1315 или 18 мая 1316) — представитель влиятельного кипрского феодального рода Ибелинов, один из организаторов и руководителей мятежа баронов против короля Генриха II де Лузиньяна и установления регентства в 1306 году. Титулярный князь Галилеи и Вифлеема.

## Происхождение
Балиан Ибелин был вторым сыном коннетабля Кипрского королевства Филиппа Ибелина (ум. 1304/05) и наследницы титула князя Галилеи Симоны де Монбельяр. В 1292 или 1294 году женился на Алисе де Лузиньян, дочери короля Кипра Гуго III и, соответственно, сестре короля Генриха II.
Блиан унаследовал титул князя Галлилеи от своей бабушки по материнской линии княгини Эшивы III де Сент-Омер (ум. 1265).

## Заговор против короля
О деятельности Балиана Ибелина при королевском дворе практически ничего не известно до 1306 года, когда он вступил в заговор со своими шуринами Амори де Лузиньяном, сеньором Тирским, и Эмери де Лузиньяном, коннетаблем Кипра, направленный на отстранение от власти заболевшего короля Генриха II де Лузиньяна и установление регентства Амори Тирского.
Согласно хронике Леонтия Махеры, двое братьев короля Генриха II, Амори и Эмери, и его зять князь Галилеи Балиан Ибелин 26 апреля 1306 года созвали рыцарей и других вассалов Никосии и заставили их принести присягу сеньору Амори Тирскому в качестве регента и правителя Кипрского королевства. Вечером того же дня заговорщики составили хартию, в которой обвинили короля в неспособности управлять государством и провозгласили назначение Амори Тирского регентом королевства. После этого Амори, Эмери и Балиан Ибелин явились в королевский дворец, у которого уже собрался народ и кипрская аристократия, вошли к королю в спальню и поручили зачитать свою хартию перед королём и народом дяде Балиана мессиру Гуго Ибелину.
После того как хартия была зачитана, а король высказал своё несогласие с её содержанием, Амори и Эмери де Лузиньяны и Балиан Ибелин расположились в большой лоджии во дворе королевского дворца. Не обращая внимания на протесты короля и сенешаля Кипра Филиппа Ибелина, а также на громкие стенания королевы-матери Изабеллы Ибелин, заговорщики опечатали королевскую канцелярию и хранилище государственной казны. Власть полностью перешла в руки регента, жители Никосии были приведены к присяге новому правителю королевства. После этого Балиан Ибелин входил в свиту регента Амори де Лузиньяна.

## Последние годы
После убийства Амори Тирского в июне 1310 года и возвращения к власти короля Генриха II, начавшего преследование сторонников покойного регента, Балиан Ибелин пробовал просить прощения у короля, но не получил его. В самом начале 1312 года Балиан Ибелин по приказу короля был арестован вместе с Эмери де Лузиньяном. Пленников заключили в тюрьму Кирении, однако вскоре перевели в замок Буффавенто. Балиан Ибелин умер от голода в одной из подземных темниц Кирении в 1315 или 1316 году и был похоронен в церкви Святого Антония.

## Семья
В браке с принцессой Алисой де Лузиньян (ум. после 1324) у Балиана Ибелина родилось трое детей:
- Жак Ибелин (ок. 1300 — после 1361), титулярный князь Галилеи и сеньор Тивериады, коннетабль Иерусалимского королевства[7][2];
- Жан Ибелин, в 1323 году женился на Эшиве Ле Борнь;
- Эуфемия Ибелин, в 1320 году вышла замуж за Жана Ле Бона[2].